# 劉大武 (萬曆進士)
劉大武（1556年—1600年），字定甫，號静宇、又号靖予，山東東昌府博平縣人，軍籍，明朝政治人物。

## 生平
萬曆七年（1579年）己卯科山東鄉試第三十名舉人，十一年（1583年）中式癸未科會試第二百七十八名，三甲第二百三十一名進士。選授翰林院庶吉士，十三年（1585年）閏九月改兵部武選司主事，升員外郎、郎中，二十年（1592年）二月升山東按察司副使，丁憂歸。二十四年（1596年）二月復除河南按察司副使、兵備汝南（信陽），二十五年（1597年）八月調山西按察司副使、兵備寧武，本年調河南，二十六年（1598年）十一月升陝西布政使司參政兼佥事、兵備隴右，二十八年以勞瘁遽疾卒，年四十五。

## 家族
曾祖劉資；祖父劉舉；父劉尚德（1527年-1592年），字汝全，號育菴，省祭官，贈河南按察司副使。母李氏，封太恭人。具慶下。兄劉大文（湖廣布政使司參政），弟劉大典、劉大訓。
大武娶謝氏，生三子：炳孚、炳順、可愛。一女許聘同知桑自省之子。